# Cuencas de las islas Chiloé y circundantes
Cuencas de las islas Chiloé y circundantes es el nombre dado al ítem 109 del inventario de cuencas de Chile (BNA) que reúne las cuencas hidrográficas que drenan las islas de Chiloé y adyacentes. En el inventario DARH este ítem lleva el número 1010.

Cuencas de las islas Chiloé y circundantes.

## Límites

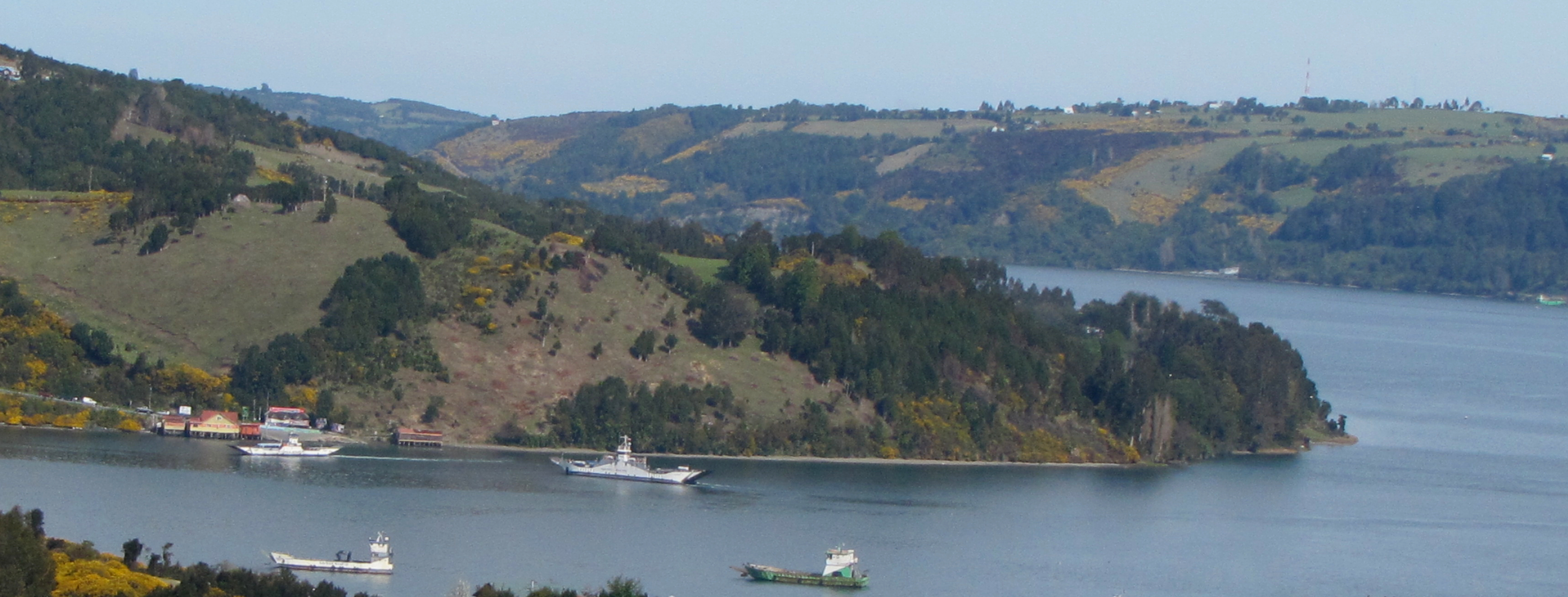
Curva del canal Dalcahue en El Pasaje.

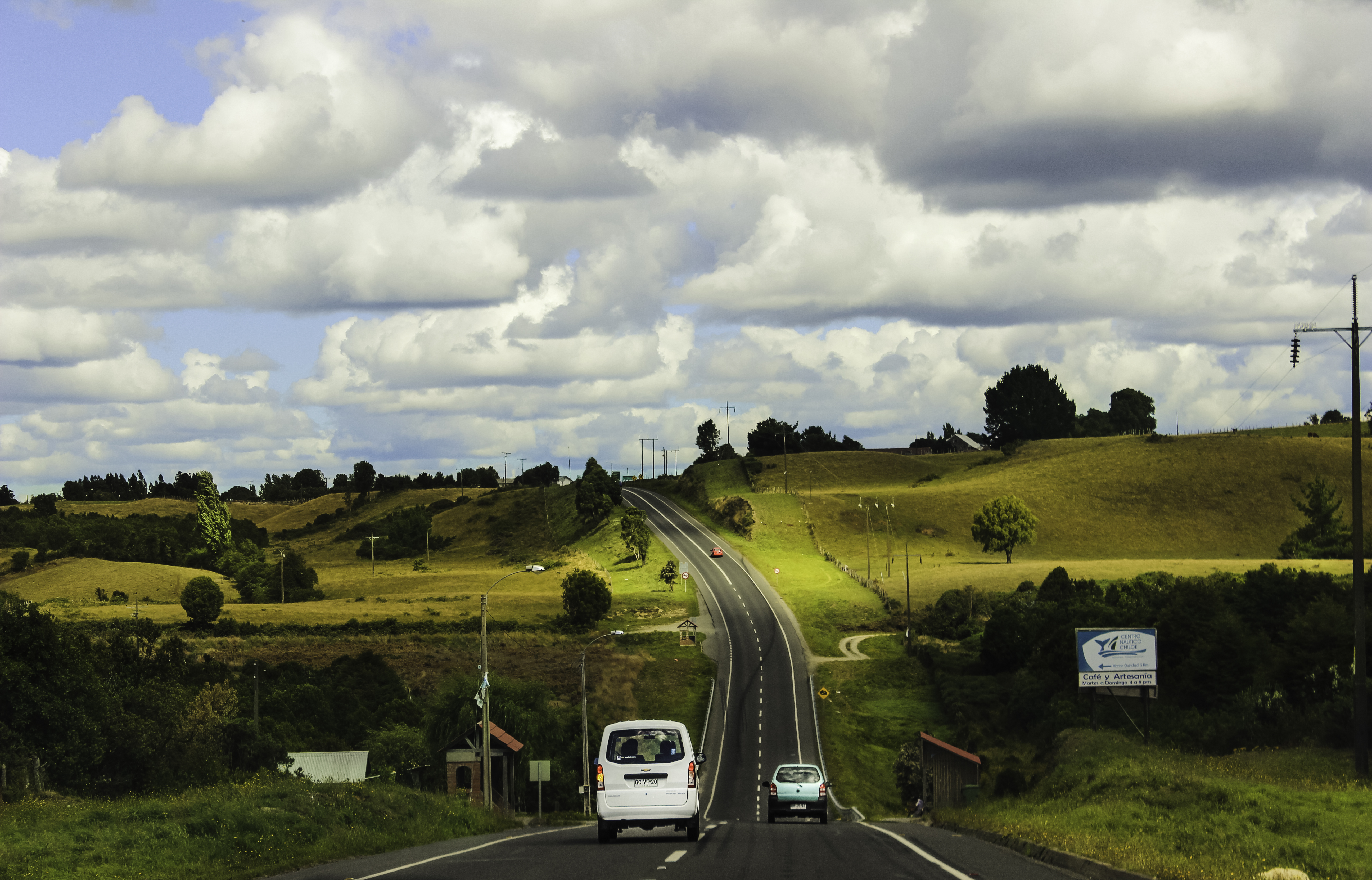
Suaves colinas en Chiloé.

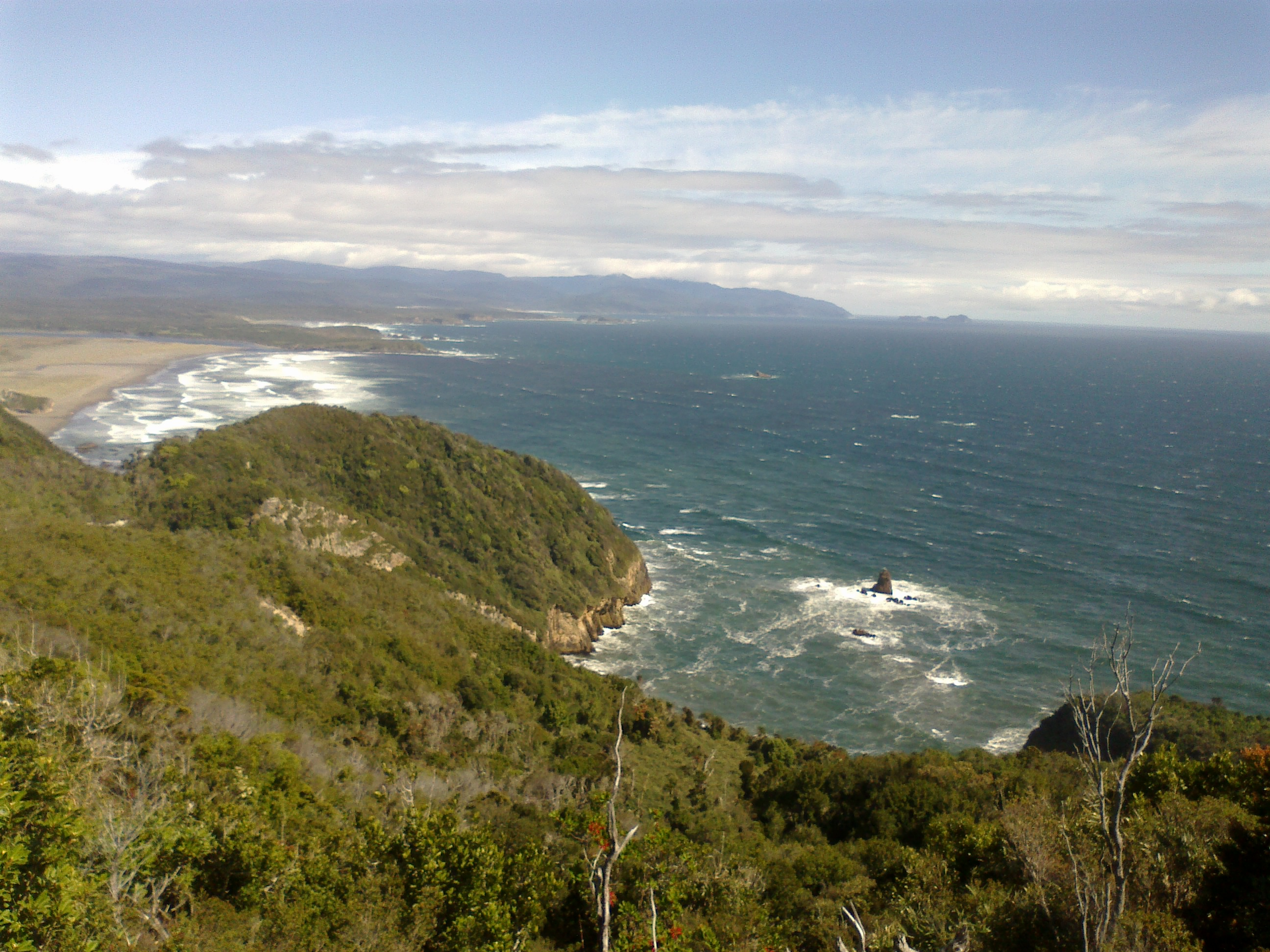
Mirador de Aulen y desembocadura del río Chepu.

El ítem 109 consta solo de islas, la mayor de ellas es la isla Grande de Chiloé. Por el norte limita con la bahía de Ancud y el canal de Chacao, por el este con el golfo de Ancud y, la parte sureste y sur de Chiloé, con el golfo Corcovado. En total, el ítem cubre 10040 km².

## Geomorfología
En la parte norte isla de Chiloé se extienden por unos 30 kilómetros en dirección norte-sur las planicies litorales desde el sur de la bahía de Ancud hasta el río Coluco. Siguiendo hacia el sur se ubica la cordillera del Piuchén que llega hasta el extremo sur de la isla grande, alcanzando un longitud de 60 km sobre el eje norte-sur. Sus alturas mayores alcanzan los 850 m s. n. m.: 28 

## Población
Las cuencas en cuestión cubren exactamente 10 comunas de la Región de Los Lagos:
| Comuna          | Población urbana | Población rural | Total Población |
| --------------- | ---------------- | --------------- | --------------- |
| Castro          | 34.044           | 9.763           | 43.807          |
| Ancud           | 28.265           | 10.726          | 38.991          |
| Chonchi         | 5.714            | 9.144           | 14.858          |
| Curaco de Vélez | 1.106            | 2.723           | 3.829           |
| Dalcahue        | 7.200            | 6.562           | 13.762          |
| Puqueldón       | -                | 3.921           | 3.921           |
| Queilén         | 2.323            | 3.062           | 5.385           |
| Quellón         | 17.814           | 9.378           | 27.192          |
| Quemchi         | 2.512            | 5.840           | 8.352           |
| Quinchao        | 3.209            | 4.879           | 8.088           |
| Total           | 102.187          | 65.998          | 168.185         |

## Subdivisiones
La Dirección General de Aguas subdivide o reúne las cuencas de Chile acorde a las necesidades de estudio y gestión. Existen dos inventarios que han logrado ser aceptados como principales, el del inventario de cuencas del Banco Nacional de Aguas (BNA) de 1978, de mayor uso, y el inventario de cuencas del Departamento de Administración de Recursos Hídricos (DARH) de 2014 de mejor cartografía que ha obligado a redefinir algunos límites, a veces con cambios mayores, pero también por algunas redefiniciones del concepto de subcuenca.
Bajo el BNA el código del ítem es 109 y con el DARH es 1010.
La subdivisión del BNA es como sigue:
| Cuenca                                    | Subcuenca | Subsubcuenca | Aguas                                                                        | Área drenaje km² | Observaciones |
| ----------------------------------------- | --------- | ------------ | ---------------------------------------------------------------------------- | ---------------- | ------------- |
| 109 Islas de Chiloé y circundantes (mapa) |           |              |                                                                              |                  |               |
| 109                                       | 1090      | 10900        | Costeras Vertiente este Entre Punta Quetrelquen y Estero San Juan (Incluido) | 548              |               |
| 109                                       | 1090      | 10901        | Costeras Vertiente este Entre Estero San Juan y Punta Ahoni                  | 488              |               |
| 109                                       | 1090      | 10902        | Costeras Vertientes este Entre Punta Ahoni y Punta Yatac                     | 1170             |               |
| 109                                       | 1090      | 10903        | Costeras Vertientes Norte Entre Punta Quetrelquen y Río Chepu                | 1169             |               |
| 109                                       | 1090      | 10904        | Río Chepu                                                                    | 1079             |               |
| 109                                       | 1090      | 10905        | Costeras Vertientes Oeste Entre Río Chepu y Río Cucao                        | 811              |               |
| 109                                       | 1090      | 10906        | Costera Vertiente Oeste Entre Río Cucao (Incluido) y Río Medina (Incluido)   | 1421             |               |
| 109                                       | 1090      | 10907        | Costera Vertiente Oeste Entre Río Medina y Cabo Quilan                       | 1071             |               |
| 109                                       | 1090      | 10908        | Costeras Vertiente Sur Entre Punta Yatac y Cabo Quilan                       | 646              |               |
| 109                                       | 1091      | 10910        | Isla Queler                                                                  | 72               |               |
| 109                                       | 1091      | 10911        | Isla Buta Chauques                                                           | 117              |               |
| 109                                       | 1091      | 10912        | Isla Chenia                                                                  | 42               |               |
| 109                                       | 1091      | 10913        | Isla Mechuque                                                                | 52               |               |
| 109                                       | 1091      | 10914        | Isla Tac                                                                     | 33               |               |
| 109                                       | 1092      | 10920        | Isla Quinchao                                                                | 132              |               |
| 109                                       | 1092      | 10921        | Isla Lemuy                                                                   | 96               |               |
| 109                                       | 1092      | 10922        | Islas Linlin, Llingua                                                        | 80               |               |
| 109                                       | 1092      | 10923        | Islas Menlin, Quenac y Caguache                                              | 176              |               |
| 109                                       | 1092      | 10924        | Islas Alao, Apiao y Chaulinee                                                | 174              |               |
| 109                                       | 1092      | 10925        | Islas Chelin y Quehui                                                        | 124              |               |
| 109                                       | 1093      | 10930        | Isla Tranqui                                                                 | 163              |               |
| 109                                       | 1094      | 10940        | Isla Callin                                                                  | 27               |               |
| 109                                       | 1094      | 10941        | Isla Coldita                                                                 | 30               |               |
| 109                                       | 1094      | 10942        | Isla Laitec                                                                  | 24               |               |
| 109                                       | 1095      | 10950        | Isla de San Pedro                                                            | 65               |               |
| 109                                       | 1095      | 10951        | Isla Guaipiquilan                                                            | 26               |               |
| 109                                       | 1096      | 10960        | Isla Guafo                                                                   | 204              |               |
| total:                                    | 7         | 27           | Región: X (100%) / Tipo: Exorreica / Desemb.: O. Pacífico                    | 10040            |               |

La disposición de cuencas en el inventario DARH es la siguiente:
| Código     | Nombre                                             | Código en mapa                      | Tipología de cuenca                 | Vertiente de cuenca                 | Origen de cuenca                    | Temperatura media anual (C°)        | Temperatura máxima (C°)             | Temperatura mínima (C°)             | Precipitación anual (mm)            | Número de estaciones fluviométricas | Número de estaciones pluviométricas | Área (km²)                          |
| ---------- | -------------------------------------------------- | ----------------------------------- | ----------------------------------- | ----------------------------------- | ----------------------------------- | ----------------------------------- | ----------------------------------- | ----------------------------------- | ----------------------------------- | ----------------------------------- | ----------------------------------- | ----------------------------------- |
| 1010       | Cuencas Islas Chiloé y Circundantes                | Cuencas Islas Chiloé y Circundantes | Cuencas Islas Chiloé y Circundantes | Cuencas Islas Chiloé y Circundantes | Cuencas Islas Chiloé y Circundantes | Cuencas Islas Chiloé y Circundantes | Cuencas Islas Chiloé y Circundantes | Cuencas Islas Chiloé y Circundantes | Cuencas Islas Chiloé y Circundantes | Cuencas Islas Chiloé y Circundantes | Cuencas Islas Chiloé y Circundantes | Cuencas Islas Chiloé y Circundantes |
| 10100000   | Río Llanco                                         | 44                                  | Exorreica                           | Pacífico                            | Pluvial                             | 10.4                                | 17.0                                | 5.2                                 | 2372.7                              | 0                                   | 1                                   | 419.6                               |
| 1010000000 | Río Negro                                          | 45                                  | Exorreica                           | Pacífico                            | Pluvial                             | 10.3                                | 17.2                                | 4.8                                 | 2366.9                              | 1                                   | 0                                   | 419.7                               |
| 10100001   | Laguna Quilo                                       | 46                                  | Exorreica                           | Pacífico                            | Pluvial                             | 10.4                                | 17.0                                | 5.2                                 | 2372.7                              | 0                                   | 1                                   | 214.6                               |
| 10100002   | Río Huicha                                         | 47                                  | Exorreica                           | Pacífico                            | Pluvial                             | 10.4                                | 17.0                                | 5.2                                 | 2372.7                              | 0                                   | 1                                   | 145.1                               |
| 101001     | Costeras entre Punta Quetrelquen y Estero San Juan | 0                                   | Exorreica                           | Pacífico                            | Pluvial                             | 10.4                                | 17.7                                | 4.8                                 | 2305.4                              | 0                                   | 1                                   | 497.1                               |
| 101002     | Río Chepu                                          | 0                                   | Exorreica                           | Pacífico                            | Pluvial                             | 10.1                                | 16.8                                | 4.8                                 | 2370.7                              | 0                                   | 2                                   | 655.9                               |
| 10100200   | Río Grande                                         | 48                                  | Exorreica                           | Pacífico                            | Pluvial                             | 8.9                                 | 15.7                                | 3.7                                 | 2268.8                              | 1                                   | 0                                   | 394.6                               |
| 101003     | Costeras entre Río Chepu y Lago Huillinco          | 0                                   | Exorreica                           | Pacífico                            | Pluvial                             | 8.8                                 | 15.2                                | 3.7                                 | 2178.9                              | 0                                   | 0                                   | 830.9                               |
| 101004     | Lago Huillinco                                     | 0                                   | Exorreica                           | Pacífico                            | Pluvial                             | 10.0                                | 16.6                                | 4.7                                 | 2044.4                              | 0                                   | 0                                   | 855.8                               |
| 101005     | Costeras entre Estero San Juan y Punta Ahoni       | 0                                   | Exorreica                           | Pacífico                            | Pluvial                             | 10.0                                | 17.0                                | 4.6                                 | 2194.0                              | 0                                   | 1                                   | 459.2                               |
| 101006     | Costera entre Lago Huillinco y Río Medina          | 0                                   | Exorreica                           | Pacífico                            | Pluvial                             | 9.9                                 | 16.2                                | 4.9                                 | 1978.3                              | 0                                   | 0                                   | 499.4                               |
| 10100700   | Río San Antonio                                    | 49                                  | Exorreica                           | Pacífico                            | Pluvial                             | 10.1                                | 17.1                                | 4.6                                 | 2178.3                              | 0                                   | 1                                   | 736.1                               |
| 10100701   | Lago Yaldad                                        | 50                                  | Exorreica                           | Pacífico                            | Pluvial                             | 10.1                                | 17.1                                | 4.6                                 | 2178.3                              | 0                                   | 1                                   | 454.0                               |
| 101008     | Río Medina                                         | 0                                   | Exorreica                           | Pacífico                            | Pluvial                             | 9.6                                 | 16.1                                | 4.6                                 | 2048.5                              | 0                                   | 0                                   | 524.7                               |
| 101009     | Costera entre Río Medina y Río Inio                | 0                                   | Exorreica                           | Pacífico                            | Pluvial                             | 9.9                                 | 15.9                                | 5.1                                 | 1930.5                              | 0                                   | 0                                   | 605.2                               |
| 101010     | Costeras entre Punta Yatac y Cabo Quilan           | 0                                   | Exorreica                           | Pacífico                            | Pluvial                             | 9.9                                 | 16.3                                | 4.9                                 | 2138.7                              | 0                                   | 0                                   | 641.7                               |
| 10101100   | Isla Queler                                        | 51                                  | Exorreica                           | Pacífico                            | Pluvial                             | 10.6                                | 18.1                                | 4.8                                 | 2326.7                              | 0                                   | 0                                   | 31.1                                |
| 10101101   | Isla Buta Chauques                                 | 52                                  | Exorreica                           | Pacífico                            | Pluvial                             | 10.7                                | 19.0                                | 4.3                                 | 2295.4                              | 0                                   | 0                                   | 46.4                                |
| 10101102   | Isla Chenia                                        | 53                                  | Exorreica                           | Pacífico                            | Pluvial                             | 10.9                                | 18.8                                | 4.6                                 | 2292.7                              | 0                                   | 0                                   | 10.8                                |
| 10101103   | Isla Mechuque                                      | 54                                  | Exorreica                           | Pacífico                            | Pluvial                             | 10.7                                | 18.6                                | 4.6                                 | 2303.2                              | 0                                   | 0                                   | 22.4                                |
| 10101104   | Isla Tac                                           | 55                                  | Exorreica                           | Pacífico                            | Pluvial                             | 11.0                                | 19.3                                | 4.6                                 | 2294.7                              | 0                                   | 0                                   | 6.6                                 |
| 10101200   | Islas Linlín Llingua                               | 56                                  | Exorreica                           | Pacífico                            | Pluvial                             | 10.7                                | 18.2                                | 4.9                                 | 2290.3                              | 0                                   | 0                                   | 13.4                                |
| 10101201   | Islas Menlín Quenac y Caguache                     | 57                                  | Exorreica                           | Pacífico                            | Pluvial                             | 10.9                                | 18.6                                | 4.8                                 | 2288.0                              | 0                                   | 0                                   | 45.2                                |
| 10101202   | Isla Quinchao                                      | 58                                  | Exorreica                           | Pacífico                            | Pluvial                             | 10.4                                | 17.7                                | 4.7                                 | 2263.0                              | 0                                   | 0                                   | 128.4                               |
| 10101203   | Islas Alao Apiao y Chaulinee                       | 59                                  | Exorreica                           | Pacífico                            | Pluvial                             | 10.8                                | 18.7                                | 4.6                                 | 2295.7                              | 0                                   | 0                                   | 47.7                                |
| 10101204   | Islas Chelín y Quehui                              | 60                                  | Exorreica                           | Pacífico                            | Pluvial                             | 10.8                                | 18.2                                | 4.9                                 | 2203.5                              | 0                                   | 0                                   | 39.3                                |
| 10101205   | Isla Lemuy                                         | 61                                  | Exorreica                           | Pacífico                            | Pluvial                             | 10.6                                | 17.7                                | 5.0                                 | 2115.9                              | 0                                   | 0                                   | 96.0                                |
| 101013     | Isla Tranqui                                       | 0                                   | Exorreica                           | Pacífico                            | Pluvial                             | 10.5                                | 18.0                                | 4.6                                 | 2282.5                              | 0                                   | 0                                   | 81.8                                |
| 10101400   | Isla Callín                                        | 62                                  | Exorreica                           | Pacífico                            | Pluvial                             | 10.5                                | 17.8                                | 4.7                                 | 2341.7                              | 0                                   | 0                                   | 25.8                                |
| 10101401   | Isla Coldita                                       | 63                                  | Exorreica                           | Pacífico                            | Pluvial                             | 10.4                                | 17.3                                | 4.8                                 | 2286.1                              | 0                                   | 0                                   | 29.4                                |
| 10101402   | Isla Laitec                                        | 64                                  | Exorreica                           | Pacífico                            | Pluvial                             | 10.4                                | 17.6                                | 4.8                                 | 2356.8                              | 0                                   | 0                                   | 23.9                                |
| 10101500   | Isla de San Pedro                                  | 65                                  | Exorreica                           | Pacífico                            | Pluvial                             | 9.6                                 | 16.5                                | 4.2                                 | 2389.6                              | 0                                   | 0                                   | 64.8                                |
| 10101501   | Isla Guaipiquilán                                  | 66                                  | Exorreica                           | Pacífico                            | Pluvial                             | 10.2                                | 16.0                                | 5.5                                 | 1932.1                              | 0                                   | 0                                   | 26.4                                |
| 101016     | Isla Guafo                                         | 0                                   | Exorreica                           | Pacífico                            | Pluvial                             | 9.4                                 | 14.6                                | 5.4                                 | 1426.1                              | 0                                   | 0                                   | 198.3                               |

## Hidrología
El "plan estratégico de gestión hídrica" para las islas señala tres tipos de fuentes de agua en la isla, los ríos cordilleranos como el Coluco, los provenientes de la escorrentía como el río Puntra y los de origen mixto, es decir de origen cordillerano y suelos ñadis, como el río Butalcura. Además de ríos y lagos, su suelo guarda arroyos emergentes, pantanos, meandros muertos y humedales.: 42 

### Red hidrográfica
Los cuerpos de agua considerados en esta categoría son:

### Caudales y régimen
El régimen de todos los cuerpos de agua de la isla es pluvial.

### Humedales
En 2021 se contabilizaron en total 1315 humedales con un área cubierta de 35478 hectáreas que se desglosan en 40 humedales costeros con 436 há, 354 humedales lacustres y ribereños que ocupan 16343 há y 921 turberas que cubren 18699 há.: 133 

### Glaciares
No existen glaciares ni nieves duraderas en las cuencas del ítem 109.: 89 

### Acuíferos
En el ítem se han declarado los siguientes sectores hidrogeológicos de aprovechamiento común:
| SHAC                    | Situación | Área (km²) |
| ----------------------- | --------- | ---------- |
| Ancud                   | Abierto   | 1.405      |
| Chepu                   | Abierto   | 1.077      |
| Castro                  | Abierto   | 656        |
| Piuchén                 | Abierto   | 735        |
| Huillinco               | Abierto   | 1.737      |
| Quellón                 | Abierto   | 2.743      |
| Islas Circundantes (53) | Abierto   | 943        |

Los SHAC de mayor extensión corresponden a Quellón (2.743 km²), Huillinco (1.737 km²), Ancud (1.405 km²) y Chepu (1.077 km²).

### Desaladoras
En las islas no se han instalado desaladoras. Sin embargo existe un proyecto para una planta desalinizadora insular en la isla de Cheñiao.: 98  En 2017 se autorizó el financiamiento por parte del estado de la compra e instalación de una pequeña planta desalinizadora para el sindicato de pescadores, buzos y similares "Mar Adentro".

## Obras hidráulicas
Cerca de Ancud se construyó un embalse para el abastecimiento de agua de la población y existen otras 71 obras menores.: 94 

## Clima

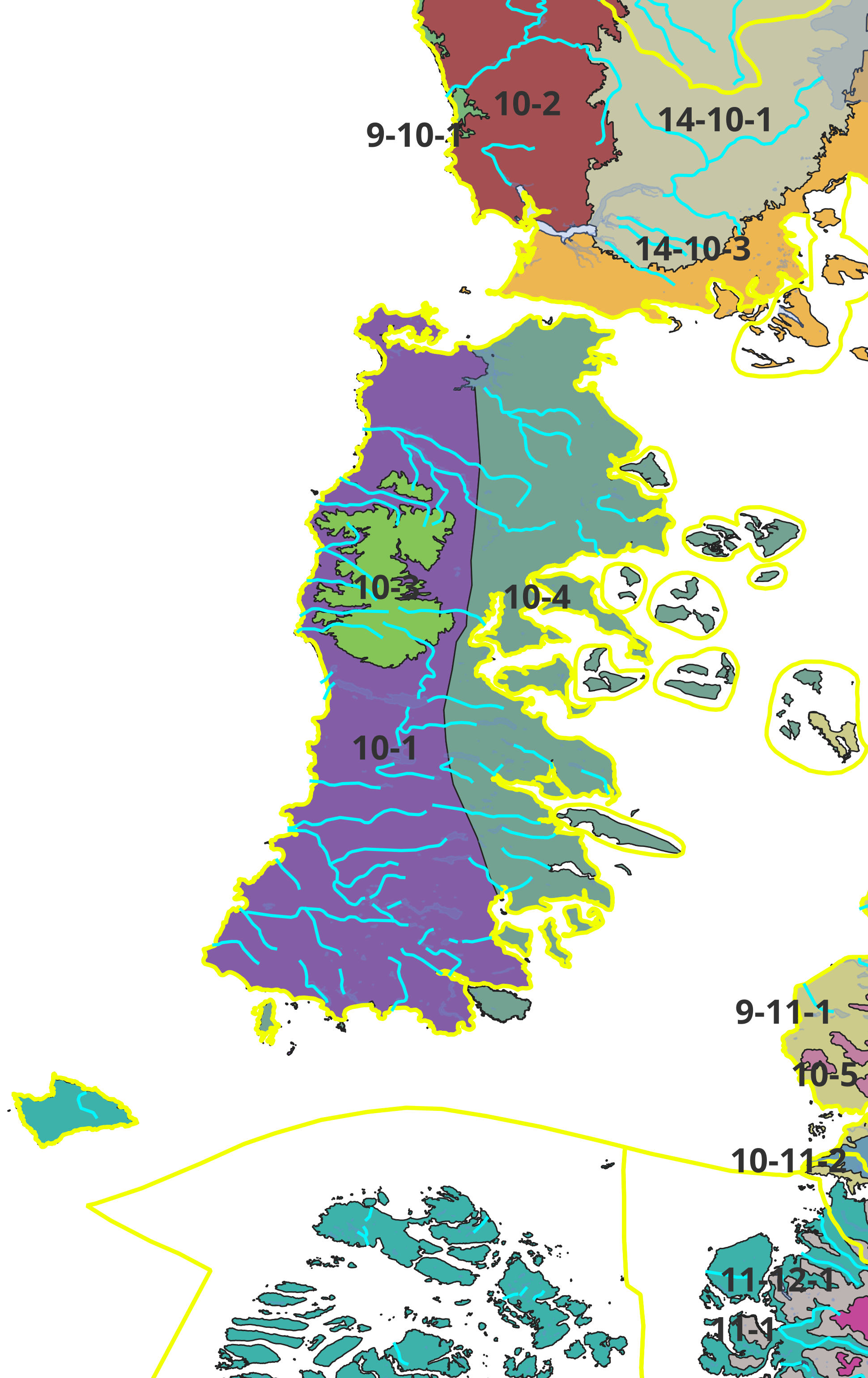
Distritos agroclimáticos en las cuencas de las islas de Chiloé según el Atlas agroclimático de Chile.

El Atlas agroclimático de Chile distingue tres distritos en la zona de marras:
- 10-1 Templado cálido mesotermal con régimen de humedad Per Húmedo (Cfb1pH). La temperatura oscila entre un máximo de enero de 17,9 °C y un mínimo de julio de 4,6 °C. Tiene un promedio de 226 días consecutivos libres de heladas. En el año se registra un promedio de 11 heladas. El período de temperaturas favorables a la actividad vegetativa dura 5 meses. Registra anualmente 518 días grado y 1.088 horas de frío acumuladas hasta el 31 de julio. La precipitación media anual es de 2.181 mm y un período seco de 0 meses, con un déficit hídrico de 5 mm/año. El período húmedo dura 11 meses durante los cuales se produce un excedente hídrico de 1.417 mm.
- 10-4 Templado cálido mesotermal con régimen de humedad Húmedo (Cfb1f). La temperatura oscila entre un máximo de enero de 19,2 °C y un mínimo de julio de 4,2 °C. Tiene un promedio de 219 días consecutivos libres de heladas. En el año se registra un promedio de 14 heladas. El período de temperaturas favorables a la actividad vegetativa dura 7 meses. Registra anualmente 611 días grado y 1.162 horas de frío acumuladas hasta el 31 de julio. La precipitación media anual es de 1.720 mm y un período seco de 0 meses, con un déficit hídrico de 28 mm/año. El período húmedo dura 11 meses durante los cuales se produce un excedente hídrico de 940 mm.
- 10-3 Templado cálido mesotermal con régimen de humedad Per Húmedo (Cfb1pH). La temperatura oscila entre un máximo de enero de 18,9 °C y un mínimo de julio de 3,8 °C. Tiene un promedio de 180 días consecutivos libres de heladas. En el año se registra un promedio de 22 heladas. El período de temperaturas favorables a la actividad vegetativa dura 5 meses. Registra anualmente 528 días grado y 1.325 horas de frío acumuladas hasta el 31 de julio. La precipitación media anual es de 2.820 mm y un período seco de 0 meses, con un déficit hídrico de 0 mm/año. El período húmedo dura 12 meses durante los cuales se produce un excedente hídrico de 1.994 mm.

|  |  |

Los diagramas Walter Lieth muestran con un área (azul claro) los periodos en que las precipitaciones sobrepasan la cantidad de agua que el calor del sol evapora en el mismo lapso de tiempo, (un promedio de 10 °C mensuales evaporan 20 mm de agua caída) dejando un clima húmedo. Por el contrario, las zonas amarillas indican que durante ese tiempo el agua caída puede ser evaporada por el calor del sol. En los casos de Ancud y Castro no existen tales periodos secos. El área azul-gris señala meses muy húmedos.

## Actividades económicas
El motor de las actividades productivas en las islas es el rubro de la pesca, entre los cuales los más importantes son la salmonicultura, miticultura y la pesca artesanal. A ellas se debe agregar las explotaciones forestales, los servicios, la agricultura y el turismo.: 53 
No hay actividad minera con excepción, si se quiere, de la extracción de turberas.: 131 
La central hidroeléctrica Piruquina, en el río Grande, tiene un permiso de construcción desde 2009, pero no ha iniciado las obras.: 131 

## Áreas bajo protección oficial y conservación de la biodiversidad
En las cuencas del ítem 109 tienen algún grado de protección:: 117 
- Parque nacional Chiloé
- Monumento natural Islotes de Puñihuil

Santuarios de la Naturaleza:
- - Humedales de la cuenca de Chepu
  - Alerzales existentes en el Fundo Potrero
  - Isla Kaikué-Lagartija
  - Santuario Aucar
  - Río Púlpito
  - Laguna Quilo
  - Punta Lapa
- Bien Nacional Protegido Fundo Putrihuén
- Bien Nacional Protegido Islas Quilán

Sitios Prioritarios (Estrategia Regional de Biodiversidad): 
Guabún, Caulín, Cuenca del río Chepu, Ampliación PN Chiloé, Lliunco de la Montaña, Chaiguata.